# 川原凜
川原 凜（かわはら りん、1996年12月3日 - ）は、日本の男子車いすバスケットボール選手。ポジションはガード。男子車いすバスケットボールチーム「千葉ホークス」所属。車いすバスケットボール男子日本代表選手。

## 来歴
長崎県長崎市出身。先天性の脊髄腫瘍で下肢に麻痺がある。2歳から水泳を始め、ジャパンパラ競技大会等に出場した経験がある。中学3年生の時、勧誘され試合観戦したことで車いすバスケットボールに興味を持ち、長崎明誠高1年生の時に、「長崎サンライズ」に入団して競技を始める。高校卒業後、「千葉ホークス」に移籍。
2016年にU23日本代表候補となる。2017年1月、IWBF男子U23車いすバスケットボール世界選手権の予選大会で鳥海連志とともにオールスター5に選出される。同年夏、U23世界選手権本大会で4位。アスリート採用でローソンに入社。10月に開催されたアジアオセアニアチャンピオンシップスで車いすバスケットボール男子日本代表（A代表）の公式戦に初出場した。
2021年、東京パラリンピックに出場した。
高いディフェンス力とスタミナがストロングポイント。

## 日本代表歴
- 2017 U23世界選手権アジアオセアニア予選 オールスター5受賞
- 2017 U23世界選手権 4位
- 2017 アジアオセアニアチャンピオンシップス
- 2018 アジアパラ競技大会 準優勝
- 2019 アジアオセアニアチャンピオンシップス
- 2021 東京パラリンピック 2位